# Mesocapromys nanus
Mesocapromys nanus és una espècie de mamífer rosegador histricomorf de la família dels capròmids. És endèmica de Cuba, on es troba només al Pantà de Zapata.